# 大和宣旨
大和 宣旨（やまと の せんじ、生没年不詳）は、平安時代中期の歌人。中納言平惟仲の娘。母は藤原忠信女。配偶者は藤原道雅、のち、藤原義忠。藤原妍子に仕えた中宮宣旨（筆頭女房）。後拾遺集に3首選ばれている。

## 経歴
最初の夫である藤原道雅が寛弘2年（1005年）正月に元服し、3月には父・平惟仲が大宰府で死去していることから、同年初頭に婚姻が成立した可能性が高い。しかし、後に道雅と離縁して藤原妍子の下に出仕した。時期的には寛弘8年（1011年）8月以前（妍子が女御宣旨を受ける以前）と推測される。

## 作品

### 後拾遺集
- 涙川流るゝみをとしらねばや袖ばかりをば人のとふらむ(550)
- はるばると野中にみゆる忘れ水たえまたえまをなげく頃かな(735)
- 戀しさを忍びもあへず空蝉のうつし心もなくなりにけり(809)